# Toompeakasteel
Het Toompeakasteel (Estisch: Toompea loss) is een burcht in de Estische hoofdstad Tallinn, die gebouwd is door de Denen in de 13e eeuw, op de plaats van de 9e-eeuwse houten vesting Lyndanisse. Het kasteel wordt ook wel de Burcht van Tallinn genoemd of, met een Latijnse term, Castrum Danorum (kasteel van de Denen). De burcht ligt in Toompea, het hooggelegen deel van Vanalinn, de historische binnenstad. Een van de drie overgebleven hoektorens is een zichtmerk voor de wijde omgeving: de Lange Herman (Estisch: Pikk Hermann). In een twintigste-eeuwse uitbreiding is de Riigikogu, het Estische Parlement, gevestigd en tot 2000 zetelde hier ook de regering.

## Geschiedenis
Toompea is een heuvel van kalksteen en daarmee een strategisch punt in het landschap. Al in de 9e eeuw hadden de Esten hier een burcht, gebouwd uit hout. In juni 1219 namen Deense kruisridders onder leiding van koning Waldemar II de burcht in. Die was toen in handen van boeren uit omliggende streken (vooral Rävala, min of meer het huidige Harjumaa) die de vesting alleen in geval van nood gebruikten en in deze Slag bij Lyndanisse gemakkelijk verslagen werden.
De Denen maakten een begin met een nieuwe burcht uit steen. In 1227 nam de Duitse Orde van de Zwaardbroeders Tallinn over, maar in 1237 moest de Orde onder druk van Paus Gregorius IX de stad weer afstaan aan de Denen. In 1346 kwam Tallinn in handen van de Duitse Orde, de opvolger van de Zwaardbroeders. Vanaf 1561 behoorde Tallinn tot het Hertogdom Estland dat onder Zweeds bestuur stond en in 1721, na de Vrede van Nystad, kwam de stad aan het Russische keizerrijk. In al die jaren werd het kasteel regelmatig uitgebreid en verbouwd.

## Functie en bouwgeschiedenis
Het kasteel had altijd een officiële functie. In de Deense tijd zetelde hier de onderkoning die namens de Deense koning Estland bestuurde. In de tijd van de Duitse Orde fungeerde het kasteel als klooster voor de Ordebroeders. In de Zweedse tijd werd een nieuw gebouw tegen het kasteel aan gebouwd als zetel voor de regering van de provincie. In de Russische tijd werd het kasteel eerst verwaarloosd, maar in de jaren 1767 – 1773 werd het op initiatief van tsarina Catharina II verbouwd tot zetel van de regering van het Gouvernement Estland. Ook deze verbouwing, waarbij een van de hoektorens sneuvelde, was vooral een uitbreiding van het kasteel.

### Hoektorens
Tussen 1360 en 1370 werd de meest karakteristieke toren van het kasteel, de Lange Herman, gebouwd. Sinds de 16e eeuw is deze 45,6 meter hoog. Twee andere hoektorens, Pilsticker (‘Pijlenslijper’, Estisch: Pilstickeri torn) en Landskrone (‘Landskroon’, Estisch: Landskrone torn) zijn ook bewaard gebleven. De vierde, Stür den Kerl (‘Houd de vijand tegen’) is afgebroken bij de verbouwing in de jaren 1767 – 1773.

### Parlement en regering
In de jaren 1920 – 1922, nadat Estland onafhankelijk was geworden, werd het slot uitgebreid met een nieuwe vleugel. In dit roze, barokke gebouw is het Estische Parlement (Riigikogu) gevestigd. Ook de Estische regering heeft hier gezeteld, maar in 2000 verhuisde deze naar het Stenbockhuis elders op Toompea. Ook tijdens de Sovjetbezetting (1940 – 1941 en 1944 – 1991) zetelde de regering van de Estische Socialistische Sovjetrepubliek in het kasteel en vonden hier de zittingen van de Opperste Sovjet van de Estische Socialistische Sovjetrepubliek plaats.

## Benamingen en mythologie
De Denen noemden hun houten burcht Castrum Danorum. Een Estische vertaling van die term, Taani linn, werd later de Estische naam voor de hele stad eromheen. Deze verklaring is overigens niet onomstreden. Volgens de legende van de Slag bij Lyndanisse viel er tijdens de Deense verovering van de burcht een rood doek met een wit kruis uit de hemel. Dit doek werd bekend als de Dannebrog en was vanaf die tijd de vlag van Denemarken. Finse bronnen noemen de houten voorloper van de burcht Kesoniemi (‘Zomerschiereiland’). Estische bronnen van latere datum duiden deze houten burcht aan als Lyndanisse of Lindanisa (‘Schiereiland van Linda’). Deze aanduiding verwijst naar de moeder van de mythologische held Kalevipoeg. Deze Linda begroef haar man Kalev op Toompea en bouwde in haar verdriet de heuvel waarop nu het kasteel staat met haar handen op.
De Estische aanduiding van het huidige stenen kasteel is Toompea loss. Loss is afgeleid van het Duitse woord Schloß (slot, burcht, kasteel).

## Afbeeldingen

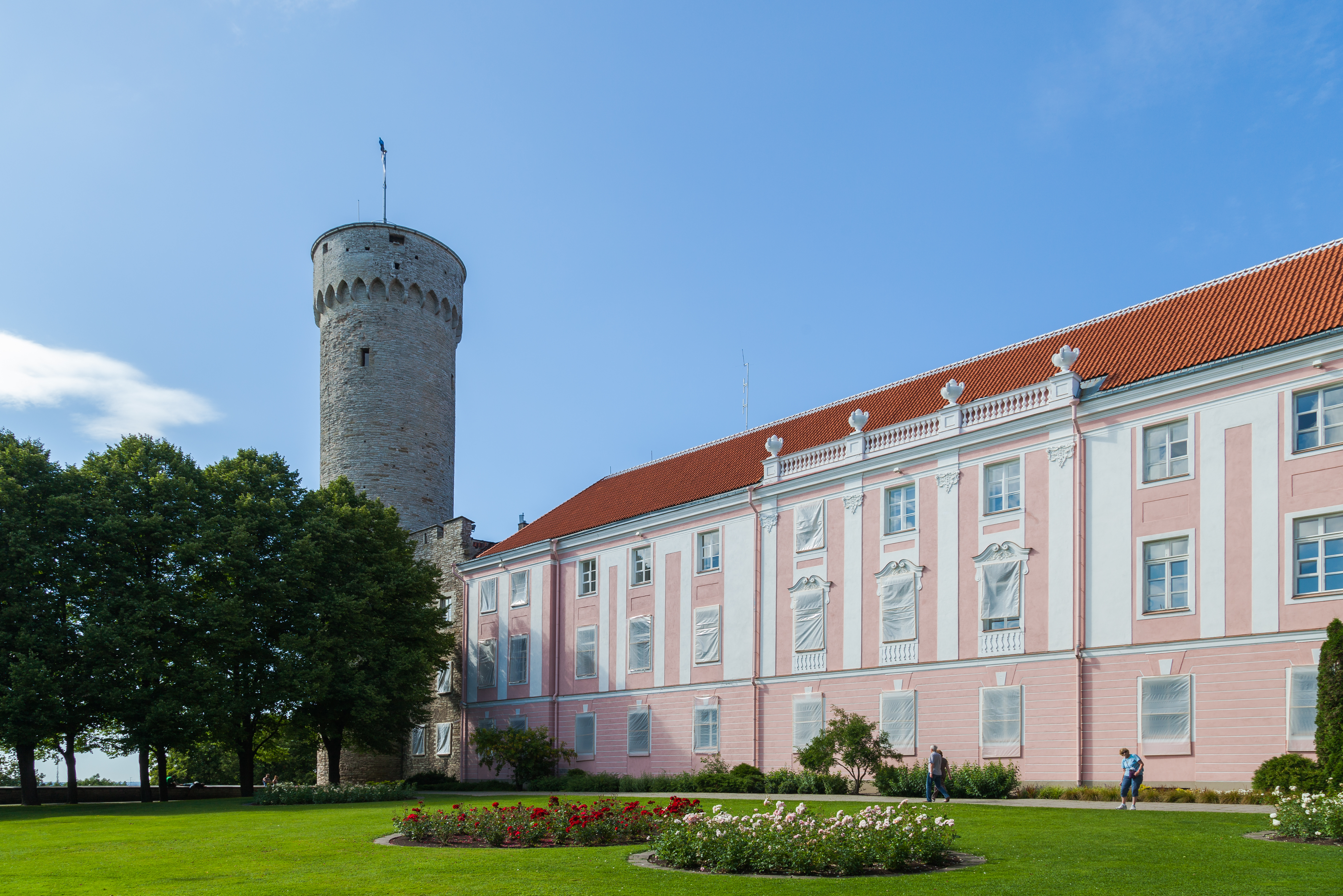
Het parlementsgebouw met de Lange Herman
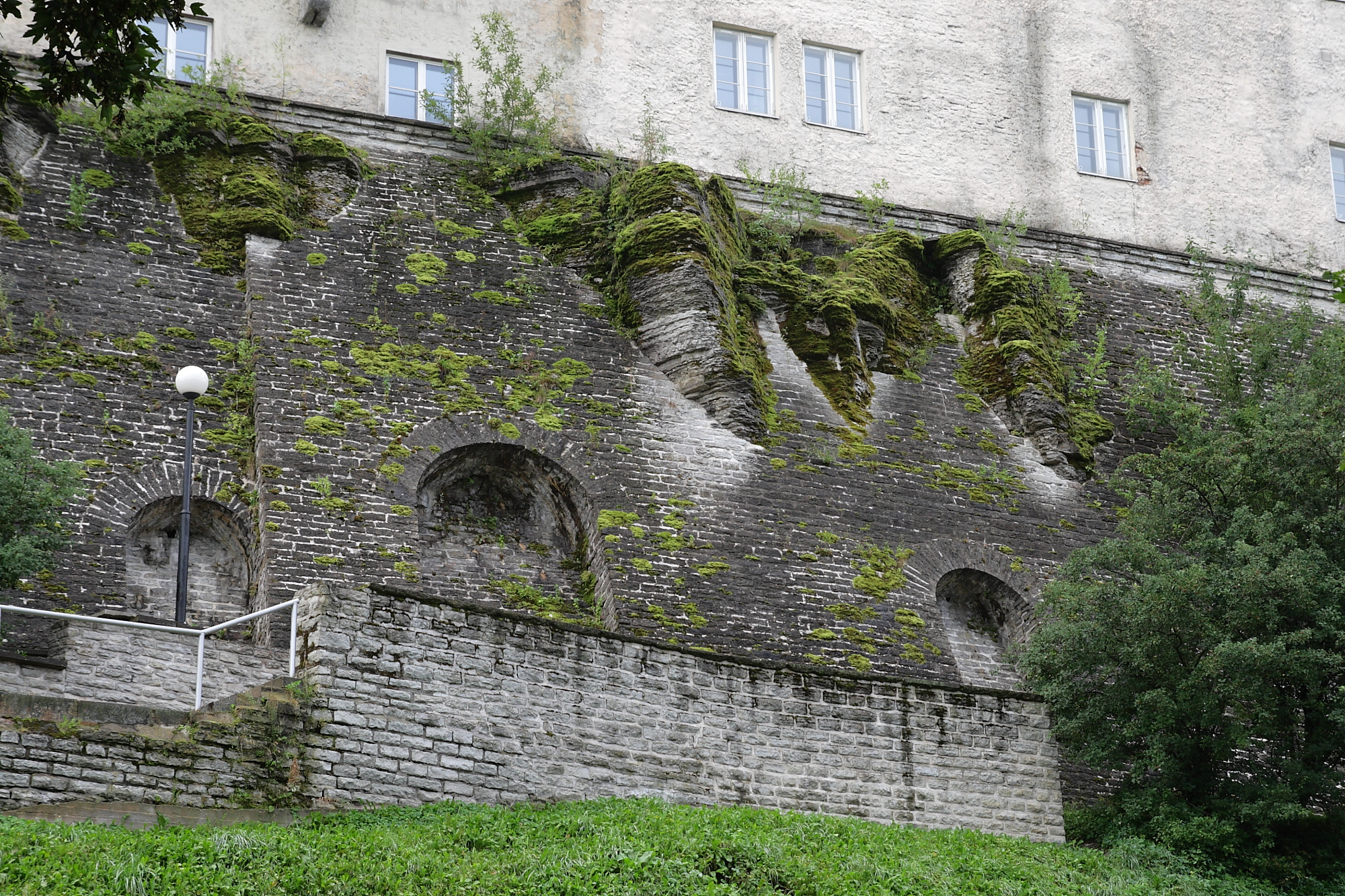
De muren van het kasteel
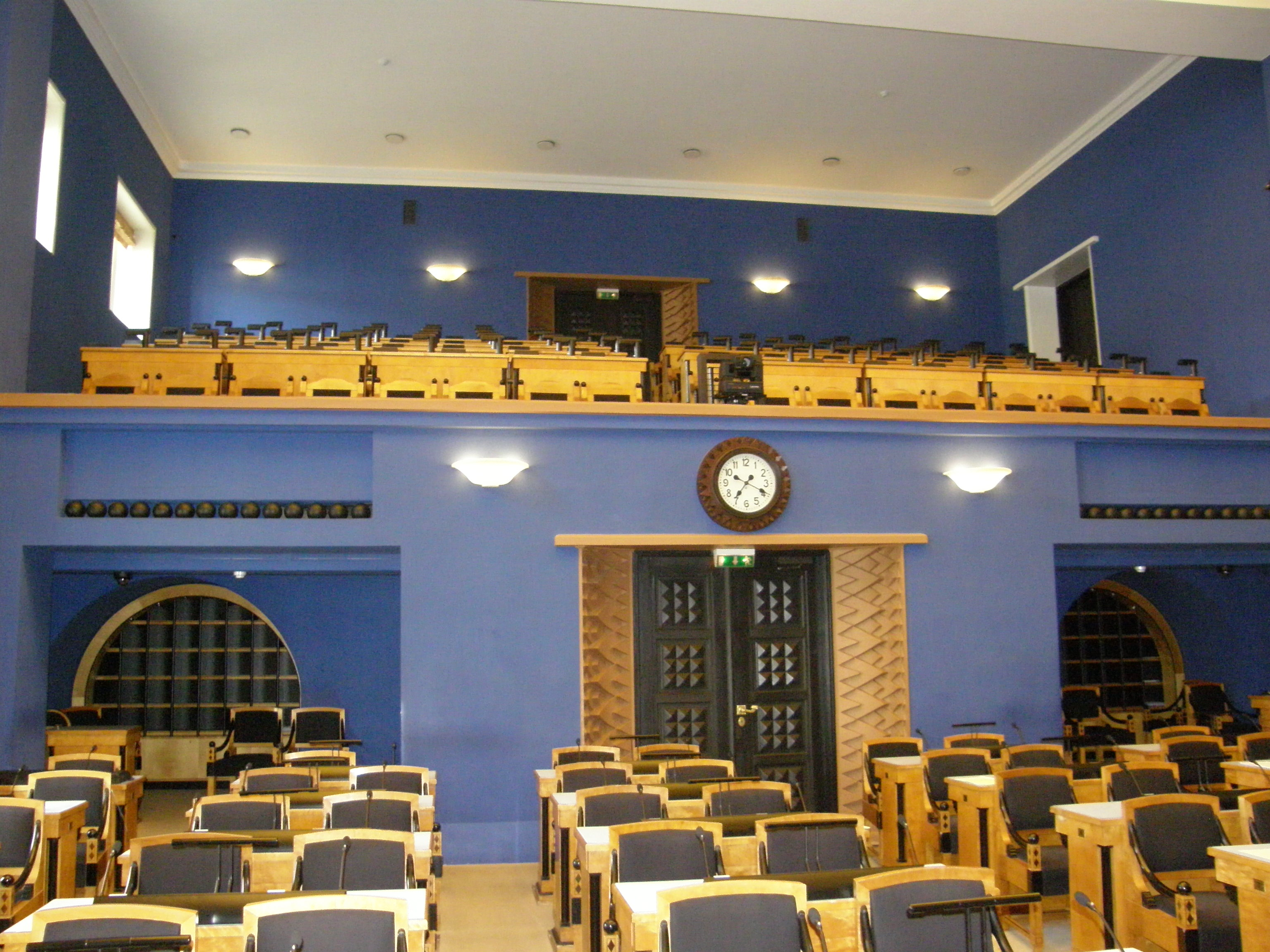
De vergaderzaal van het parlement
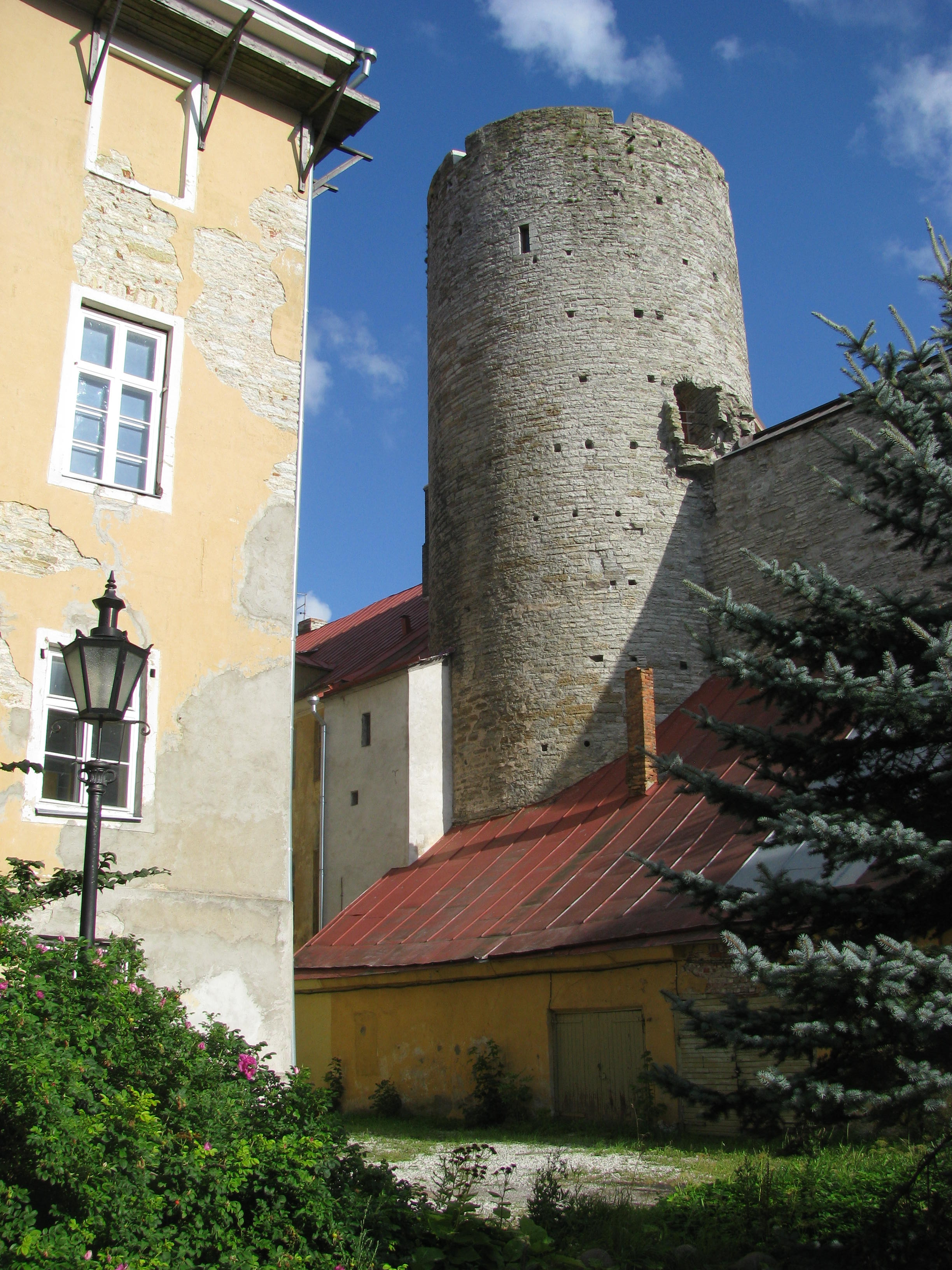
De toren Landskrone
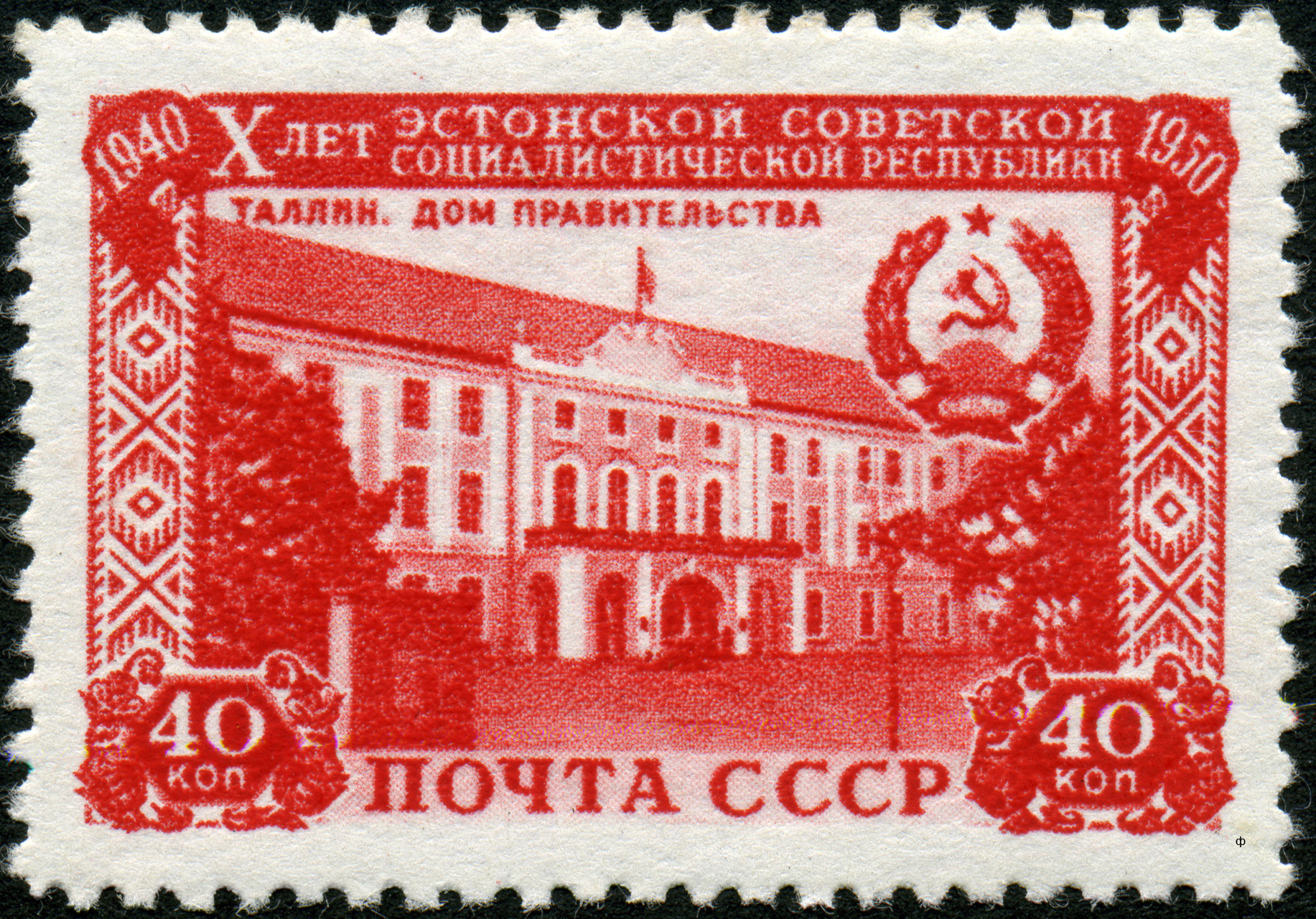
Het parlementsgebouw op een Sovjetpostzegel van 1950